# Survivor Series (2019)
L'édition 2019 des Survivor Series est un Premium Live Event de catch (lutte professionnelle) produit par la World Wrestling Entertainment, une fédération de catch américaine qui est télédiffusée et visible en paiement à la séance sur le WWE Network. L'événement a eu lieu le 24 novembre 2019 à la Allstate Arena à Rosemont (Illinois). Il s'agit de la 33e édition des Survivor Series qui fait partie, avec le Royal Rumble, WrestleMania et SummerSlam, du « Big Four » et la première apparition du show NXT dans cette édition.

## Contexte
Les spectacles de la World Wrestling Entertainment (WWE) sont constitués de matchs aux résultats prédéterminés par les scénaristes de la WWE. Ces rencontres sont justifiées par des storylines – une rivalité avec un catcheur, la plupart du temps – ou par des qualifications survenues dans les shows de la WWE tels que Raw, SmackDown et NXT. Tous les catcheurs possèdent une gimmick, c'est-à-dire qu'ils incarnent un personnage gentil (Face) ou méchant (Heel), qui évolue au fil des rencontres. Un événement comme Survivor Series est donc un événement tournant pour les différentes storylines en cours,.

### Raw vs SmackDown vs NXT
Comme le veut la nouvelle tradition, la carte sera composée de champions de Raw et de champions de SmackDown et champion de la NXT. Chaque champion de Raw fera face à chaque champion de SmackDown et chaque champion de la NXT dans des Triple Threat matchs: le United States Champion contre le Intercontinental Champion contre le NXT North American Championship. Côté féminin, la Raw Women's Champion contre la SmackDown Women's Champion contre NXT Women's Champion. Côté Tag Team, les Raw Tag Team Champions contre les SmackDown Tag Team Champions contre les NXT Tag Team Champion. Deux matchs d'éliminations traditionnels des Survivor Series, un match masculin, un match féminin, opposant respectivement cinq lutteurs masculins et féminins et par équipe quinze lutteurs masculins et féminins.

### Brock Lesnar contre Rey Mysterio
Tout commence lors de l'épisode de RAW du 30 septembre lorsque Brock Lesnar a attaqué brutalement Rey Mysterio et son fils Dominick. Lors du premier épisode de SmackDown sur Fox (le 4 octobre),
Brock Lesnar bat Kofi Kingston en moins de 10 seconds et remporte le WWE Championship pour la cinquième fois. Pendant que Lesnar célébré sa victoire, Cain Velasquez (ancien rival de Brock Lesnar à la UFC) apparait accompagner avec Rey Mysterio et monte sur le ring et attaque Lesnar. Le 31 octobre à Crown Jewel, Brock Lesnar bat Cain Velasquez par soumission et conserve son WWE Championship et prend aussi sa revanche de lui (Vu que Velasquez l'avait battu à UFC 121 un combat qui avait eu lieu en octobre 2010). Après le match Rey Mysterio attaque Lesnar avec une chaise. Le lendemain à SmackDown, Brock Lesnar avec son avocat Paul Heyman, annoncent que Lesnar va quitter SmackDown et aller à Raw avec le WWE Championship pour se venger de Mysterio. Le 4 novembre, Brock Lesnar fait ses débuts à Raw. Durant le show, Lesnar a attaqué des membres d'équipage à la recherche de Mysterio, y compris le commentateur Dio Maddin, qu'il a mis à travers la table de diffusion avec un F-5. Mysterio est alors apparu, a frappé Lesnar avec un tuyau en acier et a ensuite défié Lesnar pour le championnat de la WWE à Survivor Series, qui a été officialisé. Dans l'épisode de Raw du 18 novembre, l'avocat de Lesnar, Paul Heyman, a suggéré un match No Holds Barred et Mysterio a accepté.

### "The Fiend" Bray Wyatt contre Daniel Bryan
À Crown Jewel, The Fiend bat Seth Rollins dans un Falls Count Anywhere match et devient le nouveau champion universel. Vu que Bray Wyatt est drafté à SmackDown, le championnat universel devient officiellement dans le brand de SmackDown. Le 8 novembre à SmackDown, dans les coulisses, pendant que Sami Zayn tentait de convaincre Daniel Bryan de rejoindre son clan, "The Fiend" est apparu et a attaqué Bryan avec un Mandible Claw. La semaine suivante, Au cours d'un segment au "Miz TV", Bray Wyatt (du Firefly Fun House) a raillé Daniel Bryan en se moquant de l'ancien personnage de "Yes Movement" de ce dernier. Puis Bryan a défié Wyatt pour le championnat universel au Survivor Series et Wyatt a accepté le challenge.

## Tableau des matchs
| Ordre par numéros | Résultat | Stipulation(s)                                                                      | Temps |
| --- | --- | ----------------------------------------------------------------------------------- | ----- |
| 1P | Dirty Dawgs (Dolph Ziggler et Robert Roode) (SmackDown) remporte la Tag Team Inter Brand Battle Royal en éliminant en dernier The Street Profits (Angelo Dawkins et Montez Ford) (Raw),                                                            | 10-Man Tag Team Inter Brand Battle Royal                                            | 8:20  |
| 2P | Lio Rush (c) (NXT) bat Akira Tozawa (Raw) et Kalisto (SmackDown) | Triple Threat match pour le NXT Cruiserweight Championship                          | 8:20  |
| 3P | The Viking Raiders (Erik et Ivar) (Raw Tag Team Champions) battent The New Day (Big E et Kofi Kingston) (SmackDown Tag Team Champions) et The Undisputed Era (Bobby Fish et Kyle O'Reilly) (NXT Tag Team Champions)                                | Champions vs. Champions vs. Champions Triple Threat Tag Team match                  | 14:35 |
| 4 | Team NXT (Rhea Ripley, Candice LeRae, Bianca Belair, Io Shirai et Toni Storm) bat Team Raw (Charlotte Flair, Natalya, Sarah Logan, Asuka et Kairi Sane) et Team SmackDown (Sasha Banks, Carmella, Dana Brooke, Lacey Evans et Nikki Cross)         | Women's 5-on-5 Traditional Survivor Series Triple Threat Elimination Tag Team match | 27:49 |
| 5 | Roderick Strong (NXT's North American Champion) bat AJ Styles (Raw's United States Champion) et Shinsuke Nakamura (SmackDown's Intercontinental Champion)                                                                                          | Champion vs. Champion vs. Champion Triple Threat match                              | 16:48 |
| 6 | Adam Cole (c) bat Pete Dunne | Match simple pour le NXT Championship                                               | 14:10 |
| 7 | The Fiend Bray Wyatt (c) bat Daniel Bryan | Match simple pour le WWE Universal Championship                                     | 10:10 |
| 8 | Team SmackDown (Roman Reigns, Braun Strowman, Mustafa Ali, Shorty G et King Corbin) bat Team Raw (Seth Rollins, Drew McIntyre, Kevin Owens, Ricochet et Randy Orton) et Team NXT (Tommaso Ciampa, Keith Lee, Matt Riddle, WALTER et Damian Priest) | Men's 5-on-5 Traditional Survivor Series Triple Threat Elimination Tag Team match   | 29:25 |
| 9 | Brock Lesnar (c) bat Rey Mysterio (avec Dominik Mysterio) | No Disqualification & No Holds Barred match pour le WWE Championship                | 7:00  |
| 10 | Shayna Baszler (NXT Women's Champion) bat Bayley (SmackDown Women's Champion) et Becky Lynch (Raw Women's Champion) par soumission | Champion vs. Champion vs. Champion Triple Threat match                              | 18:10 |
| La lettre C placée entre parenthèses désigne la personne ou l’équipe championne en titre. P – indique que le match a eu lieu lors du pré-show | |                                                                                     |       |

## Détails des éliminations

### 5 on 5 on 5 Match Féminin
| Élimination # | Équipe                                             | Team                                               | Éliminée par                                       | Manière                                            | Temps                                              |
| ------------- | -------------------------------------------------- | -------------------------------------------------- | -------------------------------------------------- | -------------------------------------------------- | -------------------------------------------------- |
| 1             | Nikki Cross                                        | Team SmackDown                                     | Bianca Belair                                      | Pin                                                | 9:38                                               |
| 2             | Sarah Logan                                        | Team Raw                                           | Bianca Belair                                      | Pin                                                | 12:11                                              |
| 3             | Carmella                                           | Team SmackDown                                     | Charlotte Flair                                    | Pin                                                | 15:38                                              |
| 4             | Kairi Sane                                         | Team Raw                                           | Sasha Banks                                        | Pin                                                | 16:48                                              |
| 5             | Dana Brooke                                        | Team SmackDown                                     | Asuka                                              | Pin                                                | 17:25                                              |
| 6             | Charlotte Flair                                    | Team Raw                                           | Lacey Evans                                        | Pin                                                | 19:03                                              |
| 7             | Asuka                                              | Team Raw                                           | N/A                                                | Décompte à l'extérieur                             | 19:08                                              |
| 8             | Lacey Evans                                        | Team SmackDown                                     | Natalya                                            | Pin                                                | 19:50                                              |
| 9             | Toni Storm                                         | Team NXT                                           | Natalya et Sasha Banks                             | Soumission                                         | 20:47                                              |
| 10            | Bianca Belair                                      | Team NXT                                           | Sasha Banks                                        | Pin                                                | 21:16                                              |
| 11            | Natalya                                            | Team Raw                                           | Sasha Banks                                        | Pin                                                | 21:58                                              |
| 12            | Sasha Banks                                        | Team SmackDown                                     | Rhea Ripley                                        | Pin                                                | 28:00                                              |
| Survivantes : | Rhea Ripley, Candice LeRae et Io Shirai (Team NXT) | Rhea Ripley, Candice LeRae et Io Shirai (Team NXT) | Rhea Ripley, Candice LeRae et Io Shirai (Team NXT) | Rhea Ripley, Candice LeRae et Io Shirai (Team NXT) | Rhea Ripley, Candice LeRae et Io Shirai (Team NXT) |

### 5 on 5 on 5 Match Masculin
| Élimination | Catcheur                      | Équipe                        | Éliminé par                   | Manière                       | Temps                         |
| ----------- | ----------------------------- | ----------------------------- | ----------------------------- | ----------------------------- | ----------------------------- |
| 1           | WALTER                        | Team NXT                      | Drew McIntyre                 | Pin                           | 2:57                          |
| 2           | Shorty G                      | Team SmackDown                | Kevin Owens                   | Pin                           | 6:26                          |
| 3           | Kevin Owens                   | Team Raw                      | Tommaso Ciampa                | Pin                           | 7:40                          |
| 4           | Damian Priest                 | Team NXT                      | Randy Orton                   | Pin                           | 10:14                         |
| 5           | Randy Orton                   | Team Raw                      | Matt Riddle                   | Pin                           | 10:28                         |
| 6           | Matt Riddle                   | Team NXT                      | King Corbin                   | Pin                           | 10:52                         |
| 7           | Braun Strowman                | Team SmackDown                | N/A                           | Décompte à l'extérieur        | 13:14                         |
| 8           | Ricochet                      | Team Raw                      | King Corbin                   | Pin                           | 14:30                         |
| 9           | Mustafa Ali                   | Team SmackDown                | Seth Rollins                  | Pin                           | 16:10                         |
| 10          | Drew McIntyre                 | Team Raw                      | Roman Reigns                  | Pin                           | 17:37                         |
| 11          | King Corbin                   | Team SmackDown                | Tommaso Ciampa                | Pin                           | 19:55                         |
| 12          | Tommaso Ciampa                | Team NXT                      | Seth Rollins                  | Pin                           | 24:00                         |
| 13          | Seth Rollins                  | Team Raw                      | Keith Lee                     | Pin                           | 26:34                         |
| 14          | Keith Lee                     | Team NXT                      | Roman Reigns                  | Pin                           | 29:25                         |
| Survivant : | Roman Reigns (Team SmackDown) | Roman Reigns (Team SmackDown) | Roman Reigns (Team SmackDown) | Roman Reigns (Team SmackDown) | Roman Reigns (Team SmackDown) |